# دونكان هال
دونكان هال (بالإنجليزية: Duncan Hall)‏ هو لاعب دوري الرغبي أسترالي، ولد في 24 أغسطس 1925، وتوفي في 18 يناير 2011.